# Zootzensee
Der Zootzensee (slawisch sosna „Kiefer“, nach der wüsten Siedlung Zootzen) liegt im Norden Brandenburgs und ist Teil der Rheinsberger Seenplatte. Der buchtenreiche und früher deutlich größere See bedeckt eine Fläche von 167 ha. Er ist bis zu 21 m tief. Es bestehen schiffbare Verbindungen in westlicher Richtung über den Repenter Kanal zum Großen Zechliner See und in östlicher über den Zootzenkanal zum Tietzowsee.
Der Zootzensee ist Bestandteil der Zechliner Gewässer, einer sog. sonstigen Binnenwasserstraße des Bundes. Zuständig ist das Wasserstraßen- und Schifffahrtsamt Oder-Havel.
Der See wurde im Jahr 1574 als Zotzen erstmals urkundlich erwähnt.